# Ludger Stühlmeyer
Ludger Stühlmeyer, född 3 oktober 1961 i Melle, är en tysk tonsättare och kyrkomusiker.

## Biografi
Ludger Stühlmeyer härstammar från en musikerfamilj och fick sina första musikaliska erfarenheter i den katolska kyrkan St. Matthäus och St. Petri i Melle.
Han undervisades tidigt av kompositören, pianisten och musikdirektör Karl Schäfer samt musikdirektör Karl-Heinz Höne vid konservatoriet i Osnabrück. Efter studentexamen vid gymnasiet i Melle studerade han kyrkomusik, tidig musik, orgel och sång vid konsthögskolan i Bremen. Hos Günther Kretzschmar, Karlheinz Stockhausen och Helge Jung studerade han sedan musikalisk komposition. Han studerade även Gregoriansk koral hos Luigi Agustoni, Godehard Joppich och Johannes Berchmans Göschl. Vidare studerade han musikvetenskap, filosofi och teologi vid Westfälische Wilhelms-Universität i Münster och promoverade i filosofi. Ludger Stühlmeyer fick ett stipendium av Osnabrücks stift. Under studierna fick han även stöd av Friedrich-Baur-Stiftung, Oberfrankenstiftung och Wolfgang-Siegel-Stiftung.
1980 blev han kantor i Osnabrücks stift och 1988 bezirkskantor i stiftet Münster. Sedan 1994 är han stads-och-dekanatskantor i Hochfranken samt docent och medarbetare i Amt für Kirchenmusik i Bamberg. Det tyska Allgemeine Cäcilien-Verband utnämnde honom till musikdirektör för hans framstående konstnärliga och pedagogiska arbete.
Stühlmeyer är medlem av Max-Baumann-Gesellschaft, Internationale Valentin-Rathgeber-Gesellschaft och Internationale Dieterich-Buxtehude-Gesellschaft. Han är gift med Barbara Stühlmeyer som är teolog och forskare med inriktning på musik. Hans farfar Heinrich Stühlmeyer var en "Stiller Held des Widerstandes gegen den Nationalsozialismus"  och blev 1940 internerad i KZ-Emslandlager för sin insats för kyrkan och de förföljda i tredje riket.
Ludger Stühlmeyers kompositionsteknik strävar efter att levandegöra hörupplevelsen. Hans liturgiska musik är inspirerad av den gregorianska koralens förhållande till text och musik, vilket  definierar  kompositionen som resonansbotten till texten. Hans verk är präglade av postmodernism samt "Personanz-Klängen". Hans sceniska verk, som utgår från hans lärare Günther Kretzschmars tradition, främjar en helhetlig pedagogik som utgår från barnens upplevelseförmåga och glädje över sång och form.

## Verk (urval)

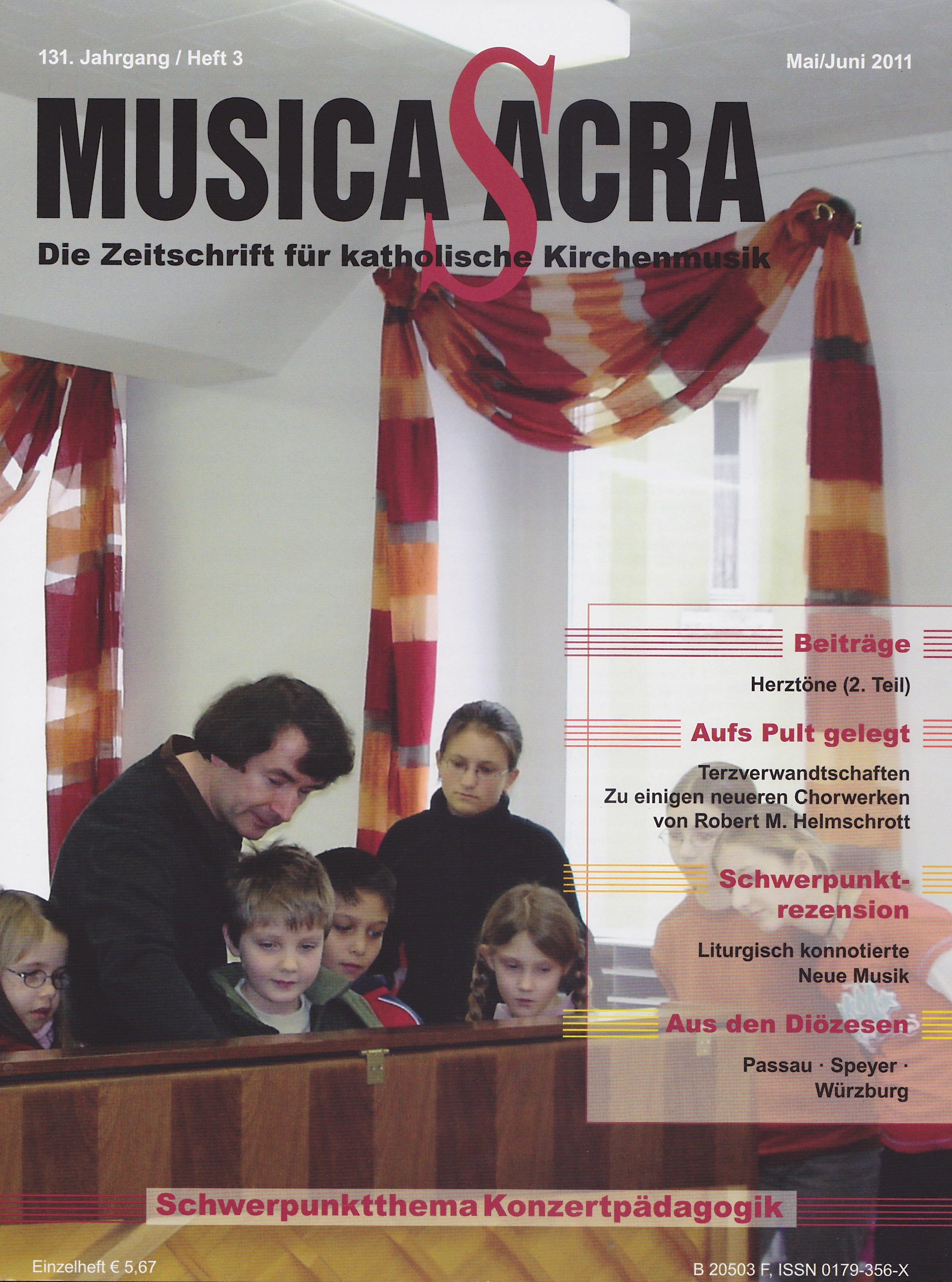
Ludger Stühlmeyer i vetenskapstidskriften Musica sacra

### Böcker
- Curia sonans. Die Musikgeschichte der Stadt Hof. Eine Studie zur Kultur Oberfrankens. Heinrichs förlag Bamberg 2010, ISBN 978-3-89889-155-4.
- Das Leben singen. Christliche Lieder und ihr Ursprung. Gemensam med Barbara Stühlmeyer. DeBehr förlag Radeberg 2011, ISBN 978-3-939241-24-9.
- Bernhard Lichtenberg. Ich werde meinem Gewissen folgen. Gemensam med Barbara Stühlmeyer. Topos plus förlag Kevelaer 2013, ISBN 978-3-8367-0835-7.
- Konfessionalität und Ökumenizität – Kirchenmusik gestern und heute. I: Abbruch – Umbruch – Aufbruch. Reformation und Ökumene in Mittel- und Oberfranken. Eine Arbeitshilfe zum Lutherjahr. Bamberg oktober 2016, ISBN 978-3-931432-39-3, pag. 88–91.
- Johann Valentin Rathgeber. Leben und Werk. Gemensam med Barbara Stühlmeyer. Sankt Michaelsbund förlag München 2016, ISBN 978-3-943135-78-7.
- Klangrede: Sonnengesang des Franziskus – Echo oder Leitmelodie? Nachdenkliches und Hintergründiges aus der Werkstatt eines Komponisten. I: Stefan Kopp, Joachim Werz (utgivare): Gebaute Ökumene. Botschaft und Auftrag für das 21. Jahrhundert? serie Theologie im Dialog band 24. Herder förlag Freiburg 2018, ISBN 978-3-451-38188-1, pag. 297–333.

### Musik
- Mache dich auf, werde licht. 1989. Adventskantat. Urpremiär: 1989. Utdrag i: Kommt wir gehen nach Bethlehem. Deutsches Liturgisches Institut (utgivare): Trier 1996.
- Die Legende von den drei weisen Königen. 1998. Text: Rolf Krenzer. Urpremiär: 10. januari 1999, ZDF. I: Heinrichsblatt nr. 1, Bamberg januari 2011, pag. 13 och Das Leben singen. DeBehr förlag Radeberg 2011, ISBN 978-3-939241-24-9, pag. 33.
- Wer glaubt kann widerstehn. 1999. Bernhard-Lichtenberg-Kantat. Urpremiär: 31. oktober 1999, ZDF, Konsertkör den Hofer Symphoniker, direktion Gottfried Hoffmann.
- Quatre pièces pour Orgue. 2001. Prélude romantique, Caprice expressionique, Hymne impressionique, Fugue baroque för orgel. Urpremiär: Tage Neuer Kirchenmusik Bayern oktober 2006. Edition Musica Rinata Berlin 2013, ISMN 979-0-50235-058-1.
- Atme in mir. 2002. Text: Augustinus av Hippo. För sång och orgel. Urpremiär: 27. april 2002 St. Gallen.
- Veni Creator Spiritus. 2011. Text: Hrabanus Maurus. Motett (SATB). I: Cantica nova. Zeitgenössische Chormusik für den Gottesdienst. körbok ACV, Regensburg 2012, ISBN 978-3-00-039887-2, nr. 59.
- Atem Gottes hauch mich an. 2013. Text: Dorothee Sölle. För sång och orgel. Urpremiär: April 2013.
- Zum Engel der letzten Stunde. 2013. Text: Jean Paul (Das Leben des Quintus Fixlein). För sång, violin och orgel. På uppdrag av staden Hof. Urpremiär: September 2013.[5]
- Johannes-Passion. 2014. Text: Joh. 18,1–19,42.[6] Chormusik förlag Berlin 2014, ISMN 979-0-50235-210-3.
- Klangrede – Sonnengesang des Franziskus. 2015. Text: Franciskus av Assisi, översättning Ludger Stühlmeyer. För kör (SATB), violin och orgel. Urpremiär: Capella Mariana 2015 Tage Neuer Kirchenmusik in Bayern. För påve Franziskus: „Suae Sanctitati Papae Francisci dedicat“.[7]
- In dulci jubilo. Aus-Flüge für Querflöte-Solo. 2015. Urpremiär: 9. Dezember 2015, Würzburg Augustiner-kyrka. Sonat förlag Berlin 2015, ISMN 979-0-50254-034-0.
- Ave Maria. 2016. För sång och orgel. Urpremiär: 22. maj 2016. För Michéle Rödel. Sonat förlag Berlin 2016, ISMN 979-0-50254-085-2.
- Hymn. 2017. Text: Edgar Allan Poe. Motett (SSAATTBB). För Matthias Grünert Frauenkirche, Dresden.
- With hearts reneved. 2017. Text: Jack May. Motett (SATB), violinen och orgel. „Dedicatet to the Westminster Cathedral-Choir of London“.
- Gerechter unter den Völkern. 2017. Vesper zu Ehren des seligen Bernhard Lichtenberg. Mit einer Biografie und Zitaten. Geleitwort von Nuntius Eterovic. Sankt Michaelsbund förlag, München 2017, ISBN 978-3-943135-90-9.[8]
- Super flumina Babylonis. 2019. Fantasi för orgel (Introduzione, Scontro, Elegie, Appassionato) nach einem Aquarell von Paul Klee.
- Du religiniai eilėraščiai, Malda och Dievo meilė. 2020. Text: Maironis. För sång och orgel. För Zenė Kružikaitė (Litauen).
- Zehn Choralfantasien zum Weihnachtsfestkreis. 2020. För sång, violin och orgel. Ries & Erler, Berlin 2020, ISMN 979-0-50254-149-1.
- Der Weihnachtsstern, eine sinfonische Dichtung. 2020.
- Una rosa : Fantasie in vier Teilen für Violine solo [Con anima, Intermezzo (Minuetto), Adagio, Allegro assai]. Upremiär: januari 2021. Ries & Erler, Berlin 2021, ISMN M-013-00153-8.

#### Publikationer
- Dieterich Buxtehude: „Präludium g-Moll för orgel“, BuxWV 149. Sonat förlag Berlin 2015, ISMN 979-0-50254-032-6.[9]
- Dieterich Buxtehude: „Nun lasst uns Gott dem Herren Dank sagen“, Kantat BuxWV 81. Sonat förlag Berlin 2016, ISMN 979-0-50254-064-7.[10]
- Heinrich Stühlmeyer: „Christ ist erstanden“ (SATB), „Das Banner ist dem Herrn geweiht“ (SATB), „Der Satan löscht die Lichter aus“ (SATB), „Ist das der Leib, Herr Jesus Christ“ (SATB), 2018.

## Fonogram
- Ein Hofer Königspaar. Die Orgeln in St. Marien und St. Michaelis. Rondeau Production Leipzig 2012.[11]
- Zum Engel der letzten Stunde. Jean Paul – Ludger Stühlmeyer. Zenė Kružikaitė (sång), Jens Wilckens (violin), Eva Gräbner (orgel). Balderschwang 2013.